# Long, Phrae
Long (tiếng Thái: ลอง) là một huyện (amphoe) ở phía tây thuộc tỉnh Phrae, phía bắc Thái Lan.

## Địa lý
Các huyện giáp ranh (từ phía bắc theo chiều kim đồng hồ): Song, Nong Muang Khai, Mueang Phrae, Sung Men, Den Chai, Wang Chin thuộc tỉnh Phrae, Mae Tha và Mae Mo thuộc tỉnh Lampang.
Vườn quốc gia Doi Pha Klong nằm ở huyện Long.

## Hành chính
Huyện này được chia thành 9 phó huyện (tambon), các đơn vị này lại được chia ra thành 89 làng (muban). Có hai thị trấn (thesaban tambon) - Ban Pin và Huai O, both nằm trên một phần của tambon cùng tên. Có 9 tổ chức hành chính tambon.
| STT | Tên         | Tên tiếng Thái | Số làng | Dân số |  |
| --- | ----------- | -------------- | ------- | ------ |  |
| 1.  | Huai O      | ห้วยอ้อ          | 18      | 12.596 |  |
| 2.  | Ban Pin     | บ้านปิน          | 13      | 8.018  |  |
| 3.  | Ta Pha Mok  | ต้าผามอก        | 8       | 4.793  |  |
| 4.  | Wiang Ta    | เวียงต้า         | 10      | 6.874  |  |
| 5.  | Pak Kang    | ปากกาง         | 9       | 4.455  |  |
| 6.  | Hua Thung   | หัวทุ่ง           | 9       | 6.154  |  |
| 7.  | Thung Laeng | ทุ่งแล้ง          | 12      | 7.539  |  |
| 8.  | Bo Lek Long | บ่อเหล็กลอง      | 8       | 4.321  |  |
| 9.  | Mae Pan     | แม่ปาน          | 7       | 3.190  |  |